# Esohe
Esohe es una película de suspenso y fantasía épica nigeriana de 2018 codirigida por Charles Uwagbai y Robert O'Peters y coproducida por Robert O'Peters. Está protagonizada por Jemima Osunde, Jimmy Jean-Louis, Omo Godwyn Williams y Chris Attoh.

## Sinopsis
Gary sufre repetidas pesadillas cada noche. Posteriormente, descubre que él es la reencarnación de Ifagbai, el hijo del guerrero Iba, y pronto se reunirá con su antiguo amor, Esohe.

## Elenco
- Jemima Osunde como Esohe
- Jimmy Jean-Louis como Gary Babar
- Chris Attoh como Ifagbai
- Omo Godwyn Williams como Jefe Eghosa
- Toyin Abraham como Titilola
- Precious Aibangbee como Efosa
- Kristy Butler como Tricia
- Solo Clinton como aldeano civilizado
- Kyle Colton como Damian
- Omosigho Edward como Jefe
- Aimienofona Efekomwan como Ehi
- Osagie Elegbe como oficial de policía
- Desmond Elliot como Johnny Payne
- Afolayan Eniola como Osagie
- Legemah Henry como Ezomo
- Michael Isokpan como Olotu
- Oghenekaro Itene como Itohan
- Loveth Leonard como recepcionista
- Misty Lockheart como Claire
- Bimbo Manuel como catequista
- Ufuoma McDermott como Eno
- Omo-Osaghie Utete Megiabi como sacerdote
- Ehigiator Joy Nosa como Abieyuwa
- Helen Enado Odigie como reina
- Eunice Omorogie como Ohen
- Patience Omoruyi como Mama Patric
- Osayande Onaghise como líder
- Joel Rogers como el profesor James
- Igiebor Osagie Solution como Osa
- Monica Swaida como Esosa
- Omoye Uzamere como Iyen
- Margaret Madu Vilvens como Melissa

## Producción y recepción
Se rodó en la ciudad de Benín, Nigeria. Recibió críticas en su mayoría positivas. Fue nominada en cinco categorías en los Premios de la Academia del Cine Africano: Mejor actor principal, Mejor actriz de reparto, Logro en efecto visual, Logro en maquillaje y Logro en diseño de vestuario. Tras su estreno en Estados Unidos, se convirtió en un éxito de taquilla.